# 사모기티아어 위키백과

사모기티아어 위키백과의 로고

사모기티아어 위키백과는 사모기티아어로 된 위키백과로, 2005년에 운영을 시작하였다. 2014년 3월 기준으로 13,600개 이상의 문서가 수록되어 있다.
기호는 bat-smg이다.